# 히에라폴리스
히에라폴리스(그리스어: Ἱεράπολις)는 기원전 190년에 시작된 도시의 유적이다. 원형극장으로 1만 5,000명을 수용할 수 있는 규모이다. 둥근 관객석 위에서 내려다보는 파묵칼레의 전망이 황홀할 정도로 멋지다. 이 밖에 튀르키예식 증기 목욕탕이나 돌을 쌓아만든 벽 등을 여기저기서 볼 수 있으며 이곳에서 발굴된 출토품들은 히에라폴리스 박물관에서 전시되고 있다.